# Rutino
Rutino är en ort och kommun i provinsen Salerno i regionen Kampanien i Italien. Kommunen hade 828 invånare (2017).